# Ñiquén (localidad)
Ñiquén es una localidad chilena ubicada en la Provincia de Punilla, de la Región de Ñuble. Fue sede de la Municipalidad de la comuna homónima, hasta que fue trasladada al pueblo de San Gregorio de Ñiquén. Según el censo de 2002, la localidad tenía una población de 307 habitantes.